# Neoparlatoria yunnanensis
Neoparlatoria yunnanensis är en insektsart som beskrevs av Young 1985. Neoparlatoria yunnanensis ingår i släktet Neoparlatoria och familjen pansarsköldlöss. Inga underarter finns listade i Catalogue of Life.